# 非洲猪瘟病毒
非洲猪瘟病毒（学名：African swine fever virus，缩写ASFV）是非洲豬瘟病毒科非洲豬瘟病毒屬下的唯一成员，是一种雙鏈DNA病毒，会引起猪类患上非洲猪瘟。根据其B646L基因3′端序列的差异，非洲猪瘟病毒被分为24个基因型，所有基因型在非洲都有分布，但只有基因Ⅰ型和Ⅱ型传播至非洲以外的地区，包括欧洲、美洲和亚洲等地区。

## 非洲豬瘟病毒屬
非洲豬瘟病毒屬（Asfivirus）只有一個物種，就是「非洲豬瘟病毒」，只會感染豬隻，令豬隻發病。本屬的學名asfivirus源於這種病毒的英文名稱「African swine fever」。本科病毒為DNA病毒，突變機率低於RNA病毒。
非洲豬瘟病毒在基因組結構和複製策略方面表現出一些與痘病毒科及藻類DNA病毒科物種的相似之處，但病毒粒子結構不同於痘病毒而有所區別。

## 分布与传播
根据非洲豬瘟病毒B646L基因3′端序列差异，非洲豬瘟病毒被分为24个基因型。所有基因型均在非洲境内存在，但只有基因Ⅰ型和Ⅱ型传播至非洲以外地区，包括欧洲、美洲和亚洲。欧洲主要流行基因Ⅰ型和Ⅱ型，而亚洲则主要流行基因Ⅱ型。
自1957年起，基因Ⅰ型首次从非洲传播至葡萄牙，然后传播到西班牙、法国、马德拉、意大利、古巴、马耳他、巴西、多米尼加共和国和海地等国家，目前除了意大利撒丁岛外，基因Ⅰ型在其余国家均已被消灭。
2021年底，在中国部分区域的非洲猪瘟疫情中出现了基因Ⅰ型和Ⅱ型病毒的共存情况。研究发现非洲豬瘟病毒在不同基因型之间发生了自然重组，从而产生了新的自然重组病毒，这些病毒形成了一个独立的进化分支，位于基因Ⅰ型分支和基因Ⅱ型分支之间，根据其B646L基因，仍被鉴定为基因Ⅰ型。

## 结构
非洲猪瘟病毒基因组可编码超过150种蛋白质，还是唯一一种以昆虫为媒介的DNA病毒。
非洲猪瘟病毒具有独特的五层结构，包括外囊膜、外衣壳、双层内膜、核心壳层和基因组，病毒颗粒约含有3万余个蛋白分子，组装成直径约为260纳米的球形颗粒。

## 基因功能
非洲猪瘟病毒是一种致命的线性双链DNA病毒，其基因组长度为17至19.3万碱基对，末端为共价闭合环。其基因组编码多种参与DNA复制、修复、核苷酸代谢、转录以及其他酶活性或宿主免疫逃逸相关的基因。对非洲猪瘟病毒感染猪肺泡巨噬细胞（porcine alveolar macrophages）的研究表明，其基因表达具有时间依赖性，能够抑制宿主免疫反应并引发宿主趋化因子和代谢途径的失调。
以下是非洲猪瘟病毒部分关键基因的功能：
- EP402R：该基因编码蛋白CD2v可以抑制Ⅰ型干扰素产生，影响非洲猪瘟病毒的致病力[19]。
- pH240R：是非洲猪瘟病毒的一个衣壳蛋白，由240个氨基酸组成[15]。它能够影响病毒粒子的组装[20]，抑制Ⅰ型干扰素的产生，增强病毒复制[21]。也是非洲猪瘟病毒的关键毒力基因，通过抑制炎症反应影响病毒的致病力[22][23]。
- MGF505-7R：是非洲猪瘟病毒的多基因家族中的一员，能抑制炎性小体的形成和Ⅰ型干扰素的产生[24]。
- pE199L：在感染晚期表达[25]，且与非洲猪瘟病毒的进入和细胞自噬有关[26][27]。

## 外部連結
- Canadian Food Inspection Agency
  - African swine fever （页面存档备份，存于）
  - Biosecurity training video （页面存档备份，存于）
  - Farm-level biosecurity practices （页面存档备份，存于）
- European Commission
  - Current Situation （页面存档备份，存于）
  - Map of affected regions in the EU （页面存档备份，存于）
- World Organisation for Animal Health (OIE)
  - Current status of African Swine Fever worldwide （页面存档备份，存于） at OIE. WAHID Interface—OIE World Animal Health Information Database
  - Technical disease cards （页面存档备份，存于）
- U.S. Department of Agriculture
  - Animal and Plant Health Inspection Service （页面存档备份，存于）
  - Species Profile - African Swine Fever （页面存档备份，存于）, National Invasive Species Information Center, United States National Agricultural Library.